# Richard Seed
Richard Seed foi um físico nuclear de Chicago, conhecido por forçar um debate nacional sobre a clonagem humana no final de 1990. Em 5 de dezembro de 1997, graduado de Harvard Richard Seed anunciou que planejava clonar um ser humano antes de qualquer lei federal ser decretada sobre a proibição do processo. O anúncio de Seed adicionou combustível para avivar o debate sobre a ética da clonagem humana que tinha sido provocada pela criação de Ian Wilmut, a ovelha Dolly, primeiro clone obtido a partir de células adultas. Os planos de Seed eram o de usar a mesma técnica usada pela equipe escocesa. O anúncio de Seed foi contra a proposta do presidente Clinton de 1997, para uma moratória voluntária privada contra a clonagem humana.